# Adélaïde d'Orléans (1698-1743)
Pour les articles homonymes, voir Adélaïde d'Orléans et Mademoiselle de Chartres.
Marie Louise Adélaïde d'Orléans, dite « Mademoiselle d'Orléans », est née à Versailles le 13 août 1698 et morte à Paris le 10 février 1743.

## Biographie
Fille de Philippe d'Orléans (1674-1723), duc de Chartres, futur duc d'Orléans et Régent du royaume, et de Françoise Marie de Bourbon (1677-1749), elle est une petite-fille de Louis XIV. Elle est très proche de ses sœurs, l'aînée Louise-Élisabeth et la cadette Charlotte-Aglaé. Elle est d'abord appelée Mademoiselle de Chartres à la suite de sa tante Élisabeth-Charlotte d'Orléans qui épousa en octobre 1698 le duc Léopold Ier de Lorraine puis en 1710 Mademoiselle d'Orléans après que sa sœur aînée ait épousé le duc de Berry.
Il est un moment question de lui faire épouser Louis-Auguste de Bourbon, fils aîné du duc du Maine, mais elle refuse de s'allier avec le fils d'un prince légitimé. Le prétendant Stuart n'a pas plus de chance. En revanche, elle aurait aimé épouser le chevalier de Saint-Maixent qui lui a sauvé la vie au cours d'une chasse. Sa famille s'oppose à cette mésalliance.
Ce refus qui la blesse, la débauche dans laquelle s'enlise sa sœur aînée la « Messaline de Berry », dont les frasques amoureuses scandalisent tout Paris, et enfin le mariage que doit accepter sa cadette Charlotte-Aglaé d'Orléans (1700-1761) pour éviter le scandale de sa relation avec le duc de Richelieu, l'incitent à consacrer sa vie à Dieu. Ses parents s'opposent également à ce projet. Sa grand-mère, la célèbre Princesse Palatine (duchesse d'Orléans et belle-sœur de Louis XIV), déplore dans ses lettres qu'une jeune fille si douée et si belle préférât la vie conventuelle à celle du monde : « J'ai le cœur gros aujourd'hui, quand je songe que notre pauvre mademoiselle d'Orléans fait profession de ses vœux. Je lui ai représenté tout de que j'ai pu pour la détourner de ce projet diabolique, mais tout a été inutile », écrivit sa grand-mère.

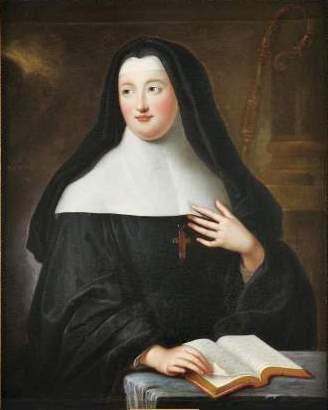
Louise Adélaïde d'Orléans, au temps de son abbatiat

Louise-Adélaïde entre au couvent, prononçant ses vœux en août 1718, et devient rapidement abbesse de Chelles en 1719 à 21 ans à la place d'Agnès-Charlotte de Villars, l'abbesse en titre. La cérémonie de la bénédiction de la nouvelle abbesse est retardée par la maladie et la mort en juillet 1719 de la duchesse de Berry. Passionnée de musique, de théologie et de sciences — la jeune abbesse de Chelles s'intéressa notamment à la chirurgie — elle passait pour très spirituelle.

Le duc de Saint-Simon écrivit d'elle : 

« Tantôt austère à l’excès, tantôt n’ayant de religieuse que l’habit, musicienne, chirurgienne, théologienne, directrice, et tout cela par sauts et par bonds, mais avec beaucoup d’esprit, toujours fatiguée et dégoûtée de ses diverses situations, incapable de persévérer en aucune, aspirante à d’autres règles et plus encore à la liberté, mais sans vouloir quitter son habit de religieuse… »

Louis Racine, quant à lui, composa ces vers sur son entrée au couvent :
Plaisir, beauté, jeunesse, honneurs, gloire, puissance,

Ambitieux espoir que permet la naissance,

Tout au pied de l'Agneau fut par elle immolé.
De 1719 à 1731, le maître de musique de l'abbaye est le compositeur Jean-Baptiste Morin. Il porte le titre de « surintendant de la chapelle et de la chambre de Madame d'Orléans, abbesse de Chelles ».
De 1720 à 1734, elle est abbesse commendataire de l'abbaye Saint-Éloi de Noyon.
La princesse se retire subitement en 1731, avant de démissionner de ses fonctions en 1734. Elle va vivre à Paris, en tant que simple religieuse, au couvent de la Madeleine de Traisnel. Elle y meurt de la variole en 1743 à l'âge de 44 ans.
Elle sert de modèle pour le personnage de la mère supérieure du couvent de Saint-Eutrope dans La Religieuse de Diderot.

## Portrait littéraire
On peut lire un portrait d'elle chez Alexandre Dumas dans "Une fille du régent" :

« Mlle Louise-Adélaïde de Chartres était bien faite et la plus belle de toutes ses sœurs. Elle avait un teint superbe, une belle peau, une belle taille, de beaux yeux, des mains délicates, des dents comme un collier de perles, des gencives non moins belles, des joues où le blanc et le rouge se mêlaient sans aucun art. Elle dansait bien, chantait mieux, avait une belle voix, lisait sa musique à livre ouvert ; seulement, elle bégayait un peu en parlant.
D'ailleurs, ayant 'tous les goûts d'un homme', aimant les épées, les fusils, les pistolets, les chiens et les chevaux, maniant la poudre comme un artilleur, faisant des feux d'artifice qu'elle tirait elle-même, n'ayant peur de rien au monde, dédaigneuse de la toilette, des bijoux, des fleurs, délestant enfin tout ce qui d'ordinaire plaît aux femmes.
C'est l'aide-chimiste, l'aide-mécanicien, l'aide-chirurgien de son père » p. 64-65

— Alexandre Dumas, Chroniques de la Régence
Et Paul Rival peut écrire : 

« Tout ce qui était jeu de feu l'amusait. Jalouse peut-être des étoiles que Dieu a placées dans le ciel, elle fabriquait dans son laboratoire des fusées, des soleils; et, dès que le soir venait, elle lançait dans les jardins d'inquiétants feux d'artifice »

— Paul Rival, Fantaisies amoureuses du Duc de Richelieu
Ici Dumas s'inspire, en particulier, d'une lettre de la princesse palatine, datée du 12 août 1716 :

« Elle danse bien, elle chante encore mieux ; elle a une voix étendue et belle ; elle déchiffre la musique à livre ouvert et comprend parfaitement l’accompagnement. Elle chante sans faire de grimaces. Elle persiste fortement à se faire religieuse, mais je ne pense pas qu’elle en ait la vocation, car elle a tous les goûts d’un garçon ; elle aime les chiens, les chevaux, la chasse »

Quant au duc de Saint-Simon, son contemporain, il la décrivait comme étant « extrêmement bègue ». Le mémorialiste était une méchante langue, mais il est certain que cette infirmité poussa la princesse à asseoir son autorité, non pas sur la parole mais sur le chant. C'est elle qui officiait au cours des services religieux (on sait que le bégaiement n'affecte que la parole et disparaît dans le chant).